# DJ King
Carlos Eduardo Sebastião (São Paulo, 1 de maio de 1976), mais conhecido pelo nome artístico DJ King, é um DJ brasileiro e atual recordista de Guinness na categoria de DJ set mais longo do mundo.

## História

### Biografia
DJ King nasceu e passou a maior parte da sua vida na Zona Leste de São Paulo. Teve os primeiros contatos com discotecagem e equipamentos de som nos bailinhos da escola em Suzano, no interior de São Paulo, onde passou uma parte da sua infância, e desevolveu desde cedo um forte interesse em música.

### Carreira
De volta em São Paulo, DJ King começou sua carreira musical em 1989, acompanhando o movimento negro e urbano na Praça Roosevelt, centro de São Paulo, onde fez seus principais contatos com outros DJs, rappers e donos de equipes. Iniciou seus trabalhos nas pistas como integrante das equipes de baile Circuit Power (1992) e Chic Show (1992), assistindo e participando ativamente da implantação da cultura Hip hop nas principais cidades do Brasil. Neste mesmo período começou atuar também como DJ de banda, sendo convidado a participar de grupos como Rap Revolução Negra (1992) e Comando DMC (1994-1997). Entre os anos 1998 e 2002 integrou grupos de rap nacional como Estado Crítico, Da Banditi, De Conceito e Cohabitantes em parceria com músicos como Xis, Dentinho, Azurara e Berada.
Ao longo dos anos, a partir das experiências em performances solo e em conjunto, desenvolveu várias técnicas personalizadas de turntablism com scratches, back-to-back e mixagens. DJ King aprefeiçoou e utilizou essas técnicas em numerosos campeonatos regionais, entrando, em 1998, no Hip Hop DJ - o mais importante campeonato de turntablistas na América Latina, produzido pelo KL Jay, rapper Xis e produtora 4P. Nas edições seguintes da competição chegou a ser tetracampeão da Eliminatória Leste. No mesmo ano (1998) entrou no conjunto Banca Forte, projeto pioneiro em turntablism no Brasil, que trazia ainda DJ Marco (Rappin' Hood), AJamu (Consequência), Meio Kilo (Z'África Brasil) e Cia (MRN). Simultaneamente surgiu também o Segundo Plano, outro projeto desenvolvido na base do turntablism, com foco na expansão da cultura hip hop pelo Brasil, numa parceria entre DJ King e DJ Cia.
Após a virada do milênio, DJ King manteve sua participação em vários projetos e bandas, mas ao passar do tempo ia se focando mais na sua carreira solo, tocando em clubes, bares e festivais pelo Brasil, e no seu trabalho como produtor, providenciando beats e scratches nos discos de vários rappers e grupos nacionais. Já tinha se lançado como produtor musical em 1998 quando participou na produção do disco de Nuno Mendes. Devido aos beats e scratches naquele disco começou receber um número maior de convites para trabalhos em gravações e produções de músicas de rap. No estúdio Banca Forte, do produtor Paulo Boy, participou na produção do disco do rapper Xis (Seja como For, 2000) e do single do grupo Estado Crítico, obras lançadas pela 4P, produtora de propriedade também do DJ KL Jay (Racionais MC's).
Nos anos seguintes recebeu vários prêmios e indicações como DJ de banda e em parceria com rappers com quem colaborava e cujas músicas produzia. Em 2000 venceu o prêmio VMB da MTV na categoria Rap com rapper Xis pela música "Us Mano e as Mina". Em 2002, a mesma parceria trouxe uma indicação para Prêmio Hutúz na categoria "DJ de grupo" e mais um prêmio da VMB com a música "Xapa o Coco". Em 2003 foi indicado para prêmio VMB com o crupo De Conceito na obra "C Virá, Virô" e eleito melhor DJ pelo Agosto Negro. Em 2005 foi ainda nomeado o melhor DJ das noites paulistanas pelo Hip Hop Top e em 2011 foi indicado na categoria Música do Ano com obra "Só Rezo 0.2", na parceria com NX Zero, Emicida e Yo-Yo.
Atualmente participa no projeto Boogie Naipe (2010-2011), desenvolvido pelo rapper Mano Brown (Racionais MC's). O encontro musical que aconteceu em 2010 na Lapa, Rio de Janeiro e em 2011 no SESC Vila Mariana, São Paulo, apresentou convidados como MV Bill, DJ KL Jay, Caetano Veloso, DJ Cia e Seu Jorge.

### Guinness
Em 2010 DJ King completou 303 datas consecutivas em eventos, festas residentes, e participações em shows nacionais e internacionais, alcançando um público em torno de 200 mil pessoas por ano e superando os anos de 2009 com 257 datas, e 2008 com 240 datas. Essa realização o permitiu solicitar a abertura de uma nova categoria no Livro Guinness dos Recordes para DJs que mais discotecaram durante um período de 365 dias.
Em 2011 DJ King tornou-se oficialmente recordista do Guinness Book com o DJ set mais longo no mundo. Tocando 120 horas e 19 minutos ininterruptos, DJ King quebrou o recorde  do DJ suíço, Cedric Barras.

## Discografia
Participações
- Xis apesenta Hip Hop - 2002[21]
- NX Zero, Projeto Paralelo - 2010[22]

Mixtapes
- Mixtape Anuário Vol 1. – 2009[23]
- Mixtapes Rolê na Night – 2010 (4 volumes)

## Videos e DVDs
Participações
- Batalha: A Guerra do Vinil (2004) – DJ Black Jahmanta[24][25][26]
- Cidade dos Homens, 3a temporada, episódio “Hip Sampa Hop” (2004) - DJ King
- Narciso Rap (2004) - DJ King